# Rafael Roig i Torres
Rafael Roig i Torres (Barcelona, 13 d'agost de 1855 - Barcelona 1931) va ser un enginyer i publicista.
El 1878 va fundar la revista "Crònica científica" i en va ser també director.
Va ser un dels integrants de la colònia estiuenca de Santa Coloma de Gramenet, des de principis del 1900 a 1915. L'any 1906 va iniciar una bonica torre d'estil anglès que un cop acabada fou premiada per la Diputació de Barcelona. Actualment aquesta torre és l'Auditori de Can Roig i Torres de Santa Coloma de Gramenet.